# 박정아 (배구 선수)
박정아(朴正娥, 1993년 3월 26일~)는 대한민국의 배구 선수로 포지션은 아웃사이드 히터다. 현재 V-리그의 광주 페퍼저축은행 AI 페퍼스 소속으로 활동하고 있다. V-리그 2010-11 신인 드래프트에서 신생팀 우선지명으로 IBK기업은행에 입단하였다. 현재 대한민국 여자배구 국가대표팀 주장으로 활동하고 있는 선수다.

## 선수 경력

### 유년 및 학창 시절
박정아는 1993년 3월 26일에  부산광역시 동래구에서 출생하였다. 
모라초등학교 시절 4학년 때 처음 배구를 시작하였으며, 중학교 때까지는 두각을 나타내지 못했으나 고등학교에 입학하면서 키가 5cm넘게 자라고 체중도 늘어 힘이 붙으면서 급성장했다. 공격수로서 좋은 신체 조건을 가지고 있을 뿐만 아니라 좋은 기본기를 갖추고 있기 때문에, 높고 어렵게 올라온 공도 잘 처리해 레프트, 라이트, 센터 등 어느 포지션이나 소화가 가능하다. 이 때문에 남성여자고등학교 황종래 감독은 “장신 공격수답지 않게 수비 실력도 좋다. 우리 팀에서는 박정아가 후위로 돌아가도 리베로를 쓰지 않는다”고 칭찬을 아끼지 않았다. 하지만 이러한 장점에 비해 체력이 약하고 성격이 내성적인 것이 단점으로 지적되고 있다.

### IBK 기업은행 알토스 시절
2011년에 신생팀 우선지명으로 화성 IBK 기업은행 알토스에 입단하였으며, 2011-2012 시즌에 신인상을 수상하였다.
국가대표에서는 김연경, 양효진, 김희진과 더불어 팀의 핵심멤버 4인방 중 한 명이며 IBK 기업은행에서 역시 김희진과 더불어 팀의 쌍두마차 역할을 했었고, 화성 IBK 기업은행 알토스에서 활약한 6시즌 동안 5번의 포스트시즌 진출, 3번의 챔피언 결정전 우승을 이끌었다.

### 한국도로공사 하이패스 시절
2016-2017시즌이 끝난 후 FA 자격을 취득하였다. 원 소속팀인 화성 IBK기업은행 알토스와의 협상이 결렬되었다. 5월 15일 김천 한국도로공사 하이패스와 FA 계약을  체결하여 이적하였으며, 그녀의 보상선수로는 고예림이 지명되었다.
김천 한국도로공사 하이패스로 이적한 후 맞이하는 첫 시즌인 2017-2018시즌에 친정팀 화성 IBK기업은행 알토스를 상대로 우승의 기쁨을 맛보았다. 이 우승은 김천 한국도로공사 하이패스 창단 이래 첫 통합우승이었다.
바로 다음 시즌인 2018-2019 시즌에도 팀에서 주포 역할을 제대로 해줬으며, 그런 박정아의 활약에 힘입어 김천 한국도로공사 하이패스는 초반 어려움을 딛고 2위까지 치고 올라와 2시즌 연속 포스트시즌 진출에 성공하였고 준우승으로 마무리를 지었다.
2019-2020 시즌에도 꾸준히 좋은 모습을 보여주며 고군분투를 했으나, 팀이 최하위로 쳐지는 바람에 빛바랜 활약이 되었다. 2020년 도쿄올림픽 본선 진출을 위해 대표팀에 선발되어 예선전에서 활약하기도 했다.
2019-2020 시즌 종료 후 두 번째로 FA 자격을 취득했으며, 원 소속팀 도로공사와 계약기간 3년, 계약금 5억 8천만원, 연봉 4억 3천만원, 옵션 1억 5천만원까지 총액 17억 4천만원에 FA 계약을 체결하여 잔류하였다.
2021년에 일본 도쿄에서 치러진 2020년 하계 올림픽에 출전하여 김연경과 함께 최고의 활약을 선보이며 대한민국 여자배구를 4강으로 이끌었으며, 김연경이 도쿄올림픽 이후 국가대표에서 은퇴를 선언하자 후임 대한민국 여자배구 국가대표 주장으로 선임되었다.
2022 - 2023 시즌 팀의 두 번째 챔피언결정전 우승을 이끌었으며, 두 번째 우승은 특히 챔피언결정전 1, 2차전 패배 후 3, 4, 5차전을 모두 이겨 리버스스윕으로 거둔 우승이라 더욱 의미가 남달랐다. 

### 페퍼저축은행 AI 페퍼스 시절
2022 - 2023 시즌 종료 후 선수생활 이래 세 번째로 FA 자격을 얻었으며, 계약 기간 3년, 연봉 4억 7500만원, 옵션 3억원 등 총액 7억 7500만원에 FA 계약을 체결하여 광주 페퍼저축은행 AI 페퍼스로 이적하였다. 

### 국가대표팀 경력
2009년 그랜드챔피언스컵에 국가대표로 처음 출전하였으며, 이후 2016년에 브라질 리우데자네이루에서 치러진 2016년 하계 올림픽, 2020년 개최 예정이었으나 코로나19 범유행으로 인해 1년 연기되어 2021년에 일본 도쿄에서 개최된 2020년 하계올림픽에도 대한민국 여자배구 국가대표팀 일원으로 출전하였다.

## 수상

### 클럽
화성 IBK기업은행 알토스
- V-리그: 2012-13, 2014-15, 2016-17
- KOVO컵: 2013, 2015, 2016

김천 한국도로공사 하이패스
- V-리그: 2017-18 , 2022-2023

### 개인
- V-리그 여자부 신인선수상: 2012
- V-리그 2014-15 여자부 베스트7(레프트)
- 2016년 KOVO컵 여자부 MVP
- V-리그 2017-18 챔피언결정전 MVP
- V-리그 2018-19 여자부 베스트7(레프트)
- V-리그 2021-22 여자부 베스트7(레프트)

## 출신 학교
- 모라초등학교

- 부산여자중학교

- 남성여자고등학교